# Iglesia de Santa Ana (Durango)
La iglesia de Santa Ana es un templo situado en el municipio vizcaíno de Durango.

## Descripción
Construida en el siglo XV, fue sometida a una ampliación en el siguiente y reconstruida en el XVIII. En el Diccionario geográfico-estadístico-histórico de España y sus posesiones de Ultramar de Pascual Madoz se menciona que su fachada «consta de 3 naves con igual número de altares y una elevada torre; se veneran en la misma varias reliquias de Sta. Aurelia Vitalia». Décadas después, ya en el siglo XX, se describe de forma somera en el tomo de la Geografía general del País Vasco-Navarro dedicado a Vizcaya y coordinado por Carmelo de Echegaray Corta, con las siguientes palabras:

La otra parroquia de Santa Ana no tiene nada de notable, como no sea el grupo de Santa Ana y la Virgen que corona el altar mayor. Conserva el cuerpo de Santa Aurelia Vitalia.
(Echegaray Corta, 1915-1921, pp. 703-704)